# 內韋斯蒂諾 (丘斯滕迪爾州)
42°15′N 22°51′E / 42.250°N 22.850°E

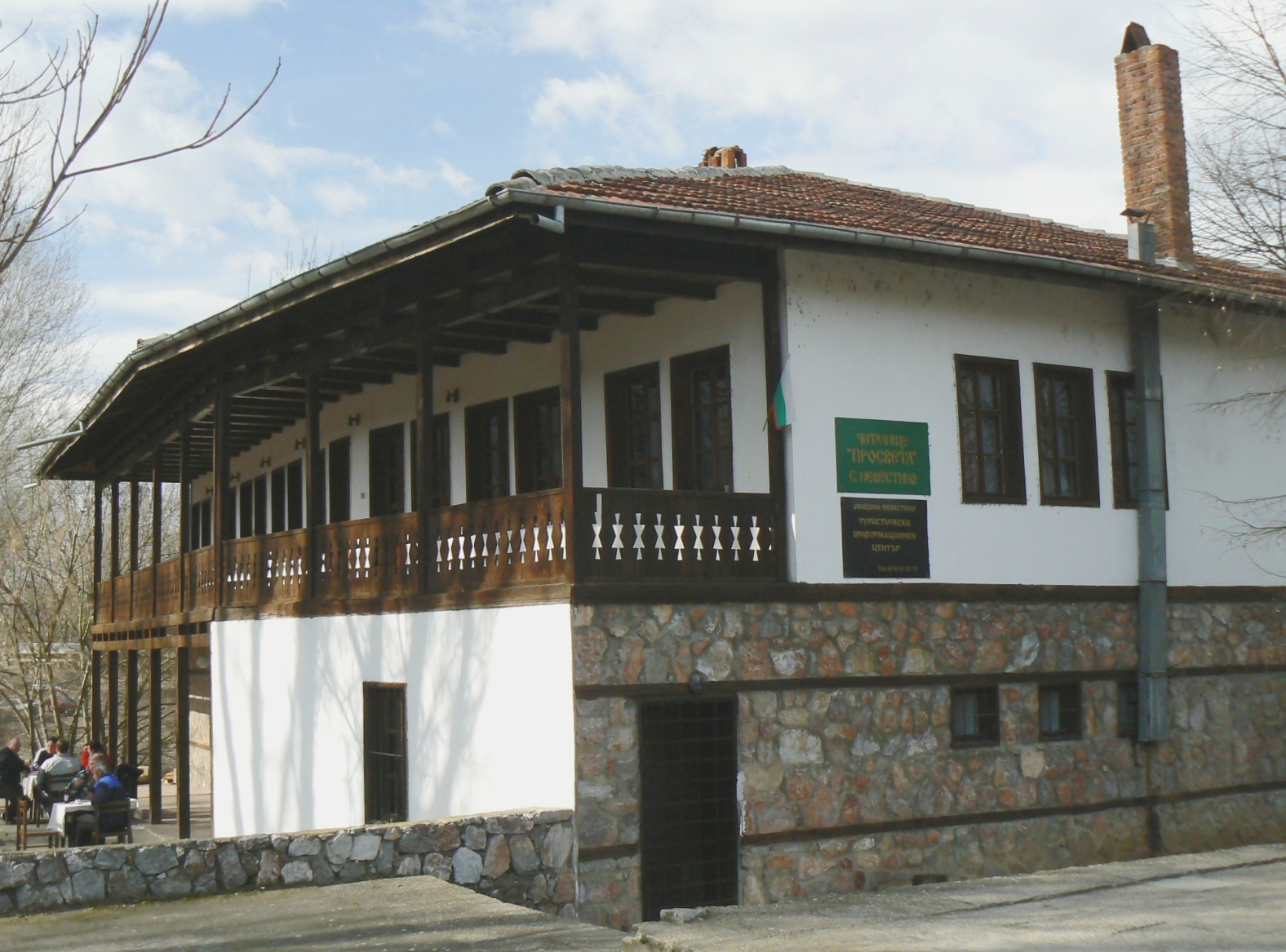

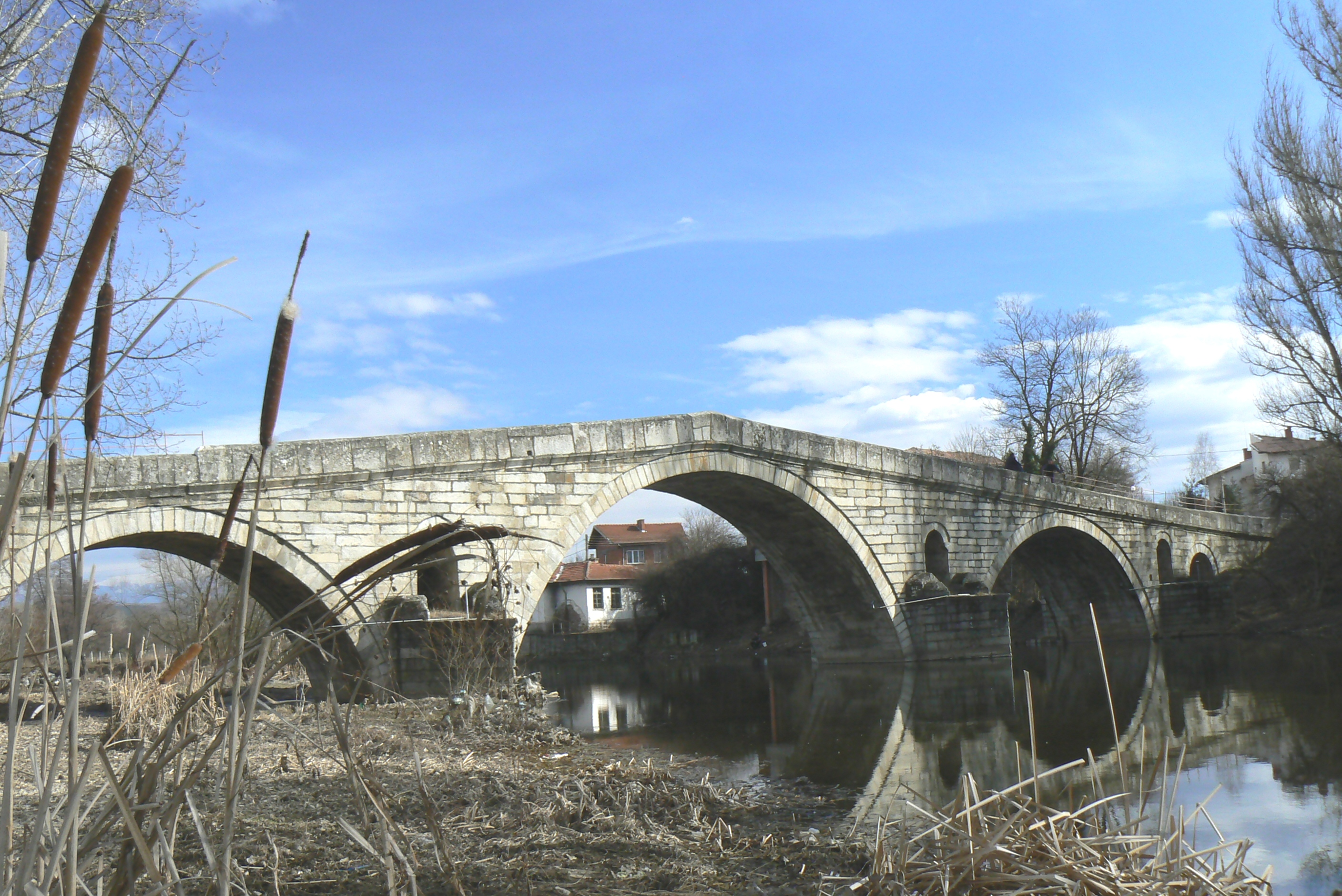

內韋斯蒂諾，是保加利亞的城鎮，位於該國西部，由丘斯滕迪爾州負責管轄，是內韋斯蒂諾市的首府，面積6.72平方公里，海拔高度550米，2015年人口552，人口密度每平方公里82.1人。